# Törpökkel táncoló (South Park)
A Törpökkel táncoló (Dances with Smurfs) a South Park című amerikai rajzfilmsorozat 193. epizódja (13. évadjának 13. rész). Először 2009. november 11-én sugározták az Egyesült Államokban. Magyarországon 2010. február 12-én mutatta be az MTV.

## Cselekmény
A South Parki gyerekek az osztálytermekben tanulnak, mikor bejelentkezik a sulirádió, és a hírolvasó gyerek bemondja a napi aktuális eseményeket az iskola életéből. Egyszer csak egy ismeretlen ember beront a hírolvasóhoz, és megöli őt, mert összekeveri egy kamionsofőrrel, akivel a felesége megcsalta.
A gyerek halála után a tornateremben Mr. Mackey megemlékezést tart, majd felszólítja a tanulókat, hogy a meghalt gyerek helyére bárki jelentkezhet hírfelolvasónak. Cartman elhatározza, hogy ő fogja betölteni az állást, és elmegy Mr. Mackey irodájába meghallgatásra. Miután legfőbb ellenfelét, Casey Millert kiiktatja, Cartman megkapja az állást.
Másnap reggel már Cartman jelentkezik be a sulirádióban, és miután fölolvassa a híreket, az iskola helyzetét kezdi elemezni, és megállapítja, hogy a diáktanács elnöke, Wendy Testaburger munkája nem szolgálja az iskola érdekeit. Miután Cartman hosszasan ecsetelte, hogy az iskola milyen rossz helyzetben van, behívják az igazgatóiba. Ott felszólítják Cartmant, hogy előadásait kicsit fogja rövidebbre. Cartman szerint az iskolában korlátozni próbálják a szólásszabadságot, ezért a fiú az ACLU (American Civil Liberties Union) segítségét kéri, amely engedélyezi Cartman további munkáját. Cartman ezek után az osztálytermekben reggelente már televízióban olvassa a híreket a rádió helyett. A televízióban azt hazudja, hogy Wendy ki akarja irtani az összes törpöt, csak hogy ellenszenvesnek állítsa be a lányt a gyerekek előtt. Wendyt nem érdekli Cartman, ezért nem is vesz tudomást a fiú ténykedéseiről. Cartman csak fokozza az ellenszenvet a gyerekekben Wendyről, mikor kiad egy könyvet, melynek minden lapján a lányt kritizálja igencsak trágár szavakkal. Cartman azzal védekezik Stan előtt, hogy a lányról írtak csupán csak kérdések, mivel a kritikák után odaírta: Vagy mégsem? Könyve miatt Cartman mégis ismét az igazgatóiban köt ki, ahol ráparancsolnak, hogy könyveit ne árulja tovább. Cartman szerint az iskolán eluralkodott a korrupció, és elveszik a szólásszabadságot a tanulóktól.
Mivel könyvét betiltják, Cartman készít egy filmet, melyben azt mutatja be, hogy a törpök között élt békességben. Először a törpök nem akarták őt befogadni maguk közé, de végül összebarátkoztak. Cartman még Törpilla szerelmét is elnyerte. De egy nap megjelent Wendy (akinek szerepét szintén Cartman játszotta el) és buldózerekkel lerombolta a törpök faluját, megölve ezzel a törpöket. Mindezt azért, hogy megszerezze a „törpbogyókat” az iskolának. A film bemutatásra kerül az osztályokban, és ugyancsak ellenérzést kelt a tanulókban Wendy ellen.
Ezután Cartman támogatói, élükön Buttersszel tüntetést szerveznek Wendy háza előtt. Miután Butters levizeli Wendyék házát, hogy szemléltesse ellenszenvét, Wendy elhatározza, hogy véget vet az egész ügynek.
Másnap Wendy elmegy Cartman műsorába, hogy válaszoljon a fiú kérdéseire a tanulók előtt. Mivel Cartman folyton a törpökről kérdezi Wendyt, a lány nem tud felelni, mert nem érti, hogy miről van szó. Ám Wendy rájön, hogyan játssza ki Cartmant, és bevallja, hogy valóban megölte a törpöket – ami persze nem igaz –, és elpusztította a falujukat. Wendy szerint ha a törpök elhagyták volna falujukat, nem kellett volna megölnie őket. Ezért lemond a diáktanács elnöki posztjáról, amit felajánl Cartmannak. Cartman kénytelen elfogadni az új állását. Wendy kijelenti, hogy megírta a saját könyvét is a törpökről. A fiú dühös Wendyre, mert szerinte a lány ellopta a filmje ötletét. Wendy bejelenti, hogy Cartman filmjét már rég eladta James Cameronnak, aki Avatar címen már le is forgatta a filmet.
Másnap a sulirádióban felszólal az új hírolvasó, Casey Miller, aki Cartmanhez hasonlóan a diáktanács elnökét pocskondiázza, aki ironikus módon Cartman. Cartman nem bírja a sok kritikát, ezért sírva rohan ki az osztályteremből.

## Utalások
- A Smurfs szó egyenesen a Hupikék törpikékre utal, mivel a mese címe eredeti nyelven Smurfs, vagyis Törpök. Cartman filmjében is a hupikék törpikék szerepelnek.
- Cartman Glenn Beck, amerikai műsorvezetőt parodizálja, aki hasonlóan kritizálja Barack Obamát, mint Cartman Wendyt. Cartman műsora is utalás Glenn Beck műsorára, amely a Fox News Channel műsorán fut.
- Az epizód címe (Törpökkel táncoló) utalás a Farkasokkal táncoló című filmre.
- A cselekmény szerint az Avatar című filmet Cartman filmje alapján készítették. A filmben a főszereplő is hasonló módon vegyül el az őslakosok között, mint Cartman, aki a törpök között kékre festi önmagát.
- Wendy könyvének címe utalás Sarah Palin Going Rogue: An Americian Life című könyvére.
- Casey Miller alakja Casey Kasem, egy amerikai rádiós paródiája.

## Bakik
- A Mandulaműtét-hiba című részben Kyle széttépi Cartman játékát, Clyde békát, ám az mégis sértetlenül látható Cartman műsorában a háttérben.